# Mandarin Orchard Tower 1
Mandarin Orchard Tower 1 est un gratte-ciel de 144 mètres de hauteur et de 36 étages, construit à Singapour en 1971. Il abrite un hôtel. L'immeuble a été rénové en 2010.
Les architectes sont les agences Kanko Kikaku Sekkeisha et Stanley T.S. Leong
L'immeuble a été agrandi en 1980 sous l'égide de Lee Sian Teck Chartered Architects.